# Ryūji Hirota
Ryūji Hirota (japanisch 廣田 隆治 Hirota Ryūji; * 16. Juli 1993 in Takasago) ist ein japanischer Fußballspieler.

## Karriere
Hirota erlernte das Fußballspielen in der Jugendmannschaft von Vissel Kobe. Seinen ersten Vertrag unterschrieb er 2012 beim FC Gifu. Der Verein spielte in der zweithöchsten Liga des Landes, der J2 League. Für Gifu absolvierte er 22 Ligaspiele. 2013 wechselte er zum Ligakonkurrenten Gainare Tottori. Am Ende der Saison 2013 stieg der Verein in die J3 League auf. Für den Verein absolvierte er 140 Ligaspiele. 2018 wechselte er zum Zweitligisten Renofa Yamaguchi FC. 2019 wechselte er zum Drittligisten Iwate Grulla Morioka. Für den Verein absolvierte er 25 Ligaspiele. 2020 wechselte er zu Veertien Mie. Für den Verein aus Kuwana spielte er viermal in der vierten Liga. Nach Vertragsende war er vertrags- und vereinslos. Zur Saison 2021/22 unterschrieb er einen Vertrag beim thailändischen Drittligisten Chiangrai City FC. Mit dem Verein aus Chiangrai spielt er in der Northern Region der Dritten Liga. Hier absolvierte er 22 Drittligaspiele. Nach Saisonende wechselte er außerhalb des Transferfensters am 14. April 2022 zum Erstligisten Chiangrai United. Bis zum Ende der Saison 2021/22 ist er in der Thai League gesperrt. Er konnte jedoch an Spielen der AFC Champions League teilnehmen. In der Champions League kam er viermal zum Einsatz. Nach Saisonende wurde sein Vertrag wieder aufgelöst. Am 1. Juni 2022 unterschrieb er erneut einen Vertrag beim Drittligisten Chiangrai City FC. In der Hinrunde absolvierte er elf Drittligaspiele. Zu Beginn der Rückrunde kehrte er zu Chiangrai United zurück. Hier kam er in der Rückrunde auf drei Einsätze in der ersten Liga. Im Sommer 2023 wechselte er in die zweite Liga, wo er sich dem Chainat Hornbill FC anschloss. Für den Verein aus Chainat bestritt er 31 Ligaspiele. Im Juni 2024 wurde sein Vertrag nicht verlängert. Nach kurzer Vereinslosigkeit unterschrieb er am 15. Oktober 2024 in Myanmar einen Vertrag beim Erstligisten Shan United.